# كاتسوشي كاجي
كاتسوشي كاجي (باليابانية: 梶居 勝志) (مواليد 11 يوليو 1963)، هو لاعب كرة قدم سابق كان يلعب كمهاجم.

## وصلات خارجية
- كاتسوشي كاجي على موقع رابطة كرة القدم اليابانية للمحترفين (اليابانية)